# Håvtjärnen, Västmanland
Håvtjärnen är en sjö i Skinnskattebergs kommun i Västmanland och ingår i Norrströms huvudavrinningsområde. Sjön har en area på 0,104 kvadratkilometer och ligger 148 meter över havet. Håvtjärnen ligger i Lappland Natura 2000-område. Vid provfiske har abborre fångats i sjön. Sjön avvattnas av en namnlös bäck - via en myr - som mynnar i Skärsjön varefter vattnet fortsätter genom Skärsjöbäcken till Nedre Vättern och vidare genom Hedströmmen.

## Delavrinningsområde
Håvtjärnen ingår i det delavrinningsområde (662266-149326) som SMHI kallar för Utloppet av Tomasbosjön. Medelhöjden är 111 meter över havet och ytan är 69,39 kvadratkilometer. Räknas de 37 avrinningsområdena uppströms in blir den ackumulerade arean 560,15 kvadratkilometer. Hedströmmen avvattnar avrinningsområdet varefter vattnet fortsätter genom Mälaren och Norrström innan det når havet efter 182 kilometer. Avrinningsområdet består mestadels av skog (74 procent). Avrinningsområdet har 0,83 kvadratkilometer vattenytor vilket ger det en sjöprocent på 1,2 procent.

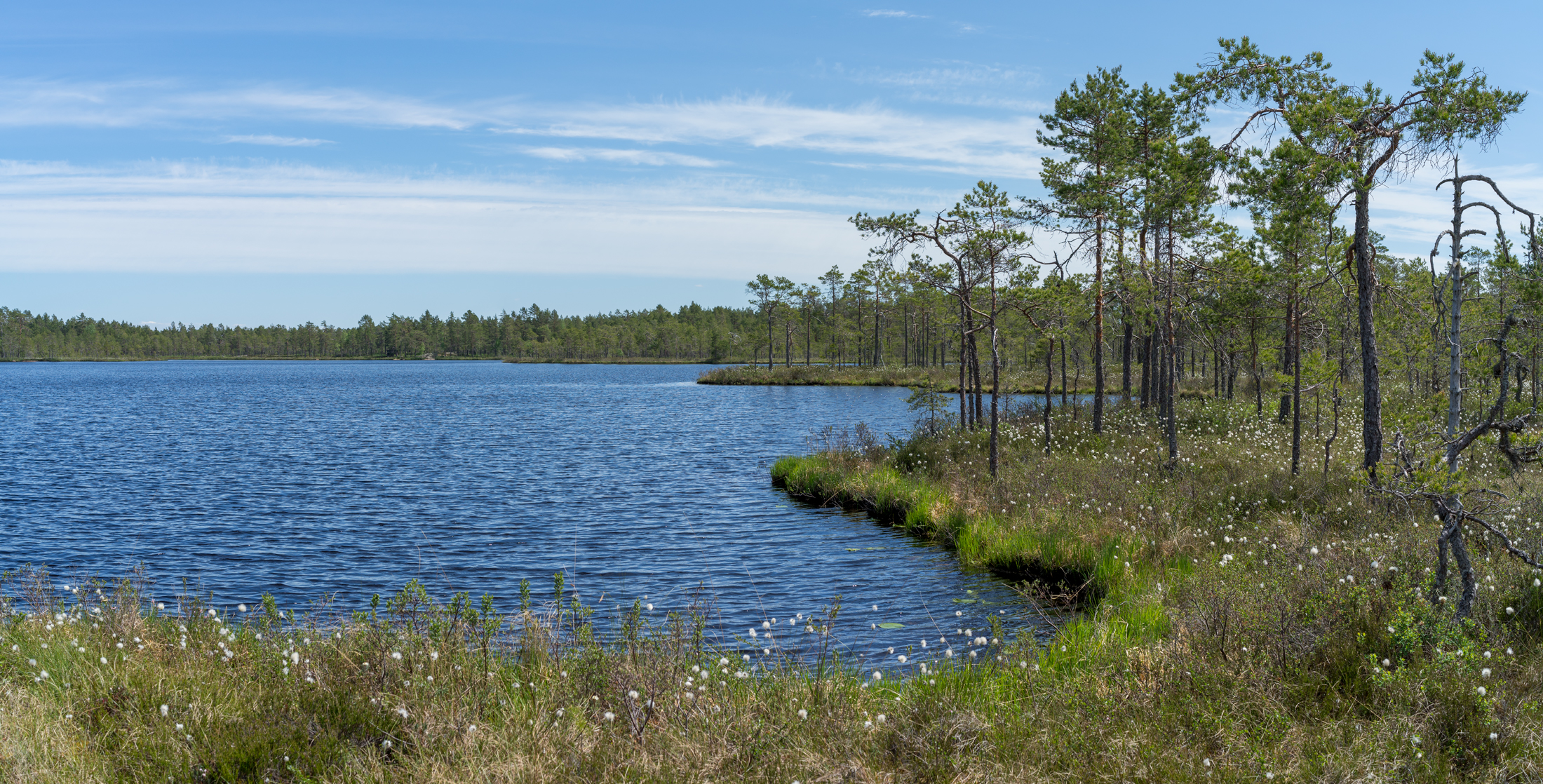
Håvtjärnen.
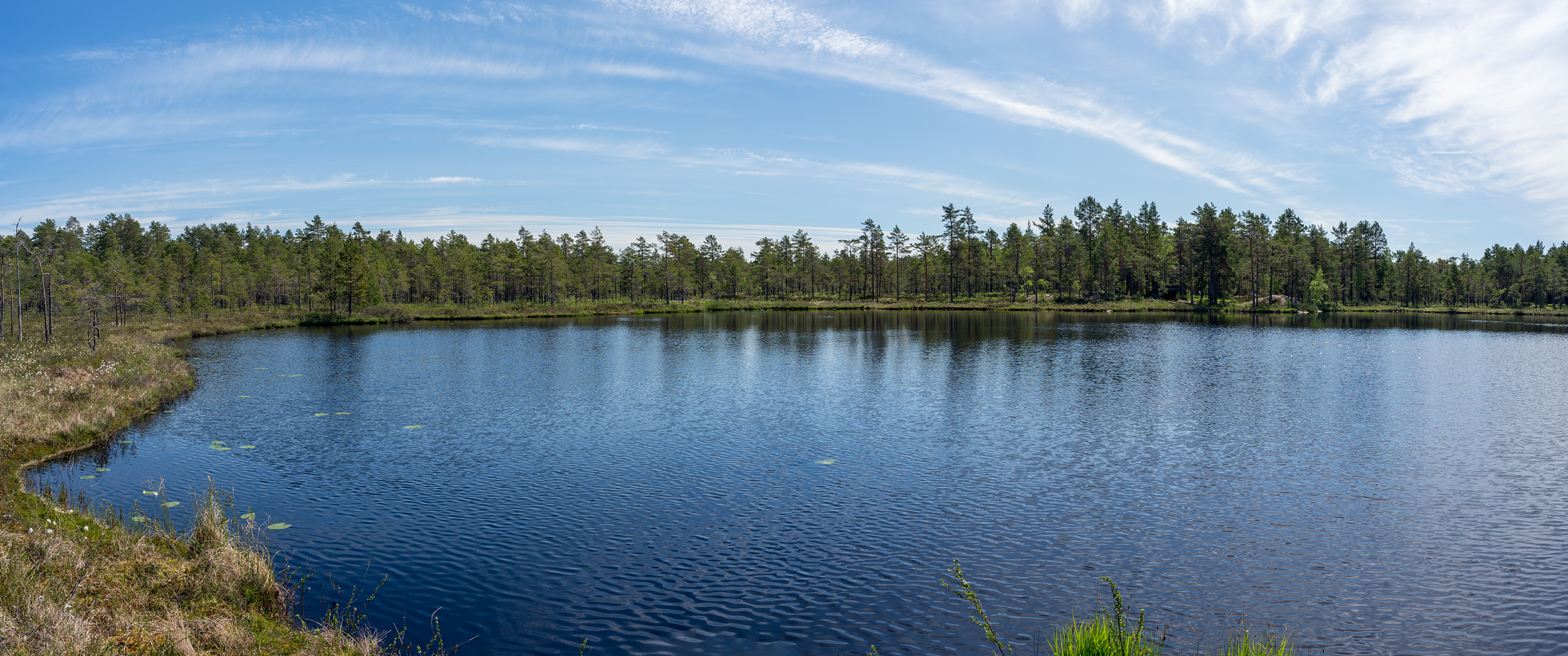
Östra Håvtjärnen.
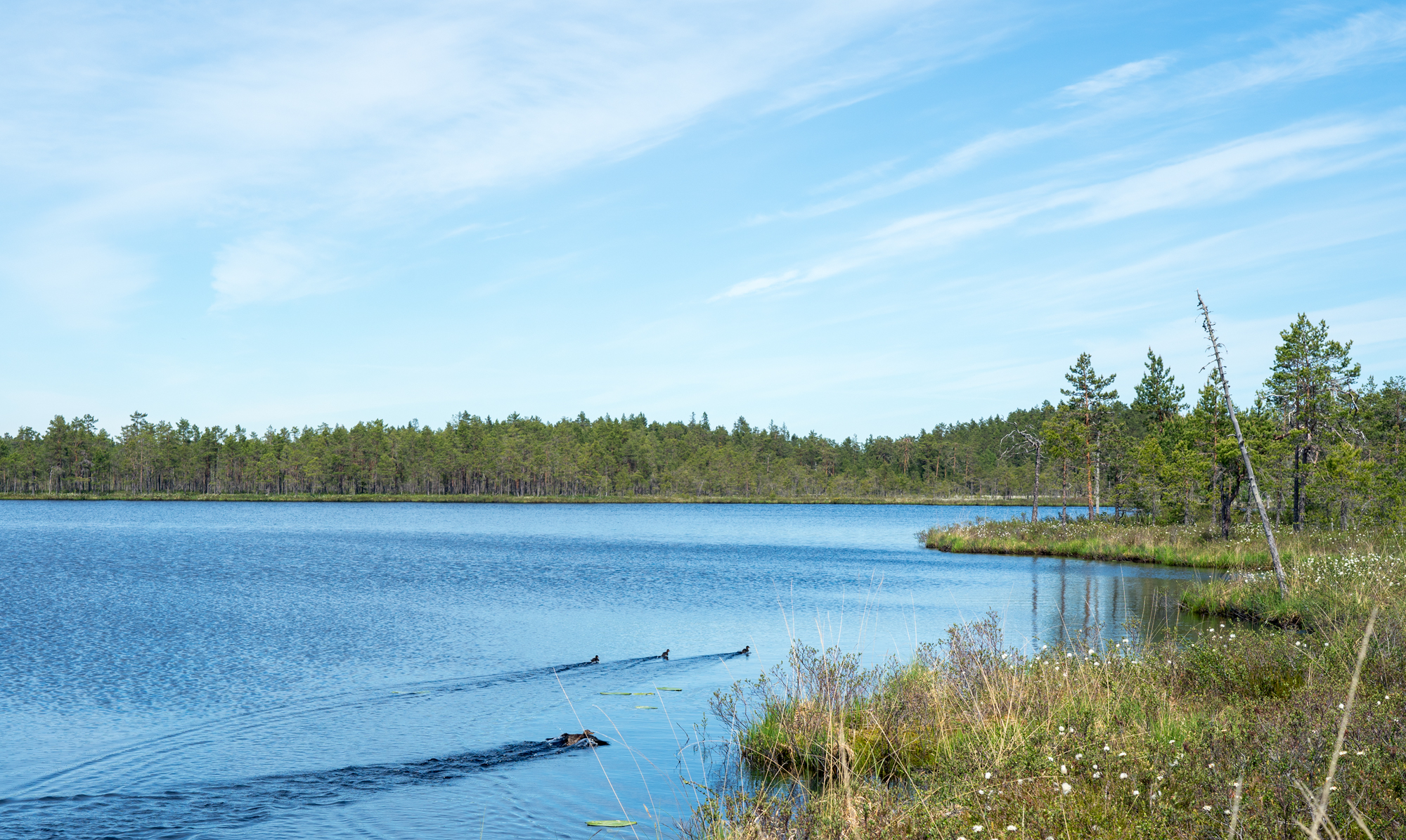
Södra sidan av Håvtjärnen.